# Bernard Lancret
Pour les articles homonymes, voir Lancret.
Bernard Paul Mahoudeau connu sous le nom de scène Bernard Lancret, né le 4 septembre 1912 à Gonesse et mort le 5 septembre 1983 à Mougins, est un acteur français.

## Théâtre
- 1935 : La guerre de Troie n'aura pas lieu de Jean Giraudoux, mise en scène Louis Jouvet, Théâtre de l'Athénée :Troïlus
- 1935 : Supplément au voyage de Cook de Jean Giraudoux, mise en scène Louis Jouvet, Théâtre de l'Athénée
- 1941 : Sébastien de François Jeantet, mise en scène Camille Corney, Théâtre de l'Œuvre
- 1941 : Hyménée d'Édouard Bourdet, Théâtre de la Michodière
- 1946 : Le Crime de Lord Arthur Savile de Saint John Legh Clowes d'après Oscar Wilde, mise en scène Marcel Herrand, Théâtre des Mathurins
- 1953 : L'Heure éblouissante d'Anna Bonacci, mise en scène Fernand Ledoux, Théâtre Antoine

## Filmographie

### Cinéma
- 1935 : La Kermesse héroïque, de Jacques Feyder : Julien Breughel
- 1935 : Jérôme Perreau, héros des barricades d'Abel Gance : Berzangues
- 1935 : Valse royale de Jean Grémillon : L'empereur François Joseph d'Autriche
- 1936 : L'Homme à abattre, de Léon Mathot : Stéphane Gietzinger
- 1936 : Le Secret de Polichinelle d'André Berthomieu : Henri Jouvenel
- 1936 : Mayerling d'Anatole Litvak
- 1936 : La Pocharde de Jean Kemm et Jean-Louis Bouquet : Gauthier Marignan
- 1936 : Les Deux Gamines de Maurice Champreux et René Hervil : Bersange
- 1936 : Les Loups entre eux de Léon Mathot : Max von Raugwitz
- 1936 : La Flamme de André Berthomieu
- 1936 : Ménilmontant de René Guissart : Roland
- 1937 : Maman Colibri de Jean Dréville : Richard de Rysbergue
- 1937 : La Citadelle du silence de Marcel L'Herbier : César Birsky
- 1938 : Le Plus beau gosse de France de René Pujol : Albert
- 1938 : Ultimatum de Robert Wiene : Cmdr. Stanko Salic
- 1938 : Le Joueur d'échecs de Jean Dréville : Le prince Serge Oblonsky
- 1938 : Le Héros de la Marne de André Hugon : Jean Lefrançois
- 1939 : Quartier Latin de Christian Chamborant et Pierre Colombier : Bernard
- 1939 : Rappel immédiat de Léon Mathot : Gilbert Sellier
- 1939 : Entente cordiale, de Marcel L'Herbier : Jean Roussel
- 1939 : Sérénade de Jean Boyer : Franz Schubert
- 1941 : Histoire de rire de Marcel L'Herbier : Jean-Louis Deshayes
- 1941 : Fromont jeune et Risler aîné de Léon Mathot : Franz Risler
- 1942 : La Fausse Maîtresse d'André Cayatte : René Rivals
- 1943 : Le Corbeau d'Henri-Georges Clouzot : Le substitut
- 1943 : Pierre et Jean d'André Cayatte : Jean
- 1946 : Hyménée d'Émile Couzinet : Rémi
- 1946 : Pas si bête d'André Berthomieu : Didier
- 1948 : Mademoiselle s'amuse de Jean Boyer : Jacques Roussel
- 1949 : On ne triche pas avec la vie de René Delacroix et Paul Vandenberghe : Gérard
- 1950 : Et moi, j'te dis qu'elle t'a fait de l'œil de Maurice Gleize : André Courvalin
- 1951 : La Belle que voilà de Jean-Paul Le Chanois : Edmond Reybaud de la Brunerie
- 1953 : Julietta de Marc Allégret : Hector d'Alpon, le prince d'Alpen
- 1956 : Cette sacrée gamine de Michel Boisrond : Paul Latour